# Ядерна бомба B53
Mk/B53 — термоядерний бункерний руйнівник високої потужності, розроблений Сполученими Штатами під час холодної війни. Встановлений на бомбардувальники Стратегічного повітряного командування, B53 з потужністю 9 мегатонн був найпотужнішою зброєю в ядерному арсеналі США після того, як останні ядерні бомби B41 зняли з експлуатації в 1976 році.
B53 був основою боєголовки W-53, яку несе ракета Titan II, яку вивели з експлуатації в 1987 році. Попри те, що до 2010 року вони не перебували на активній службі протягом багатьох років, B53 зберігалися протягом цього часу як частина «захищеної» частки  довгострокового запасу до їхнього повного демонтажу у 2011 році. Останній B53 був розібраний 25 жовтня 2011 року, на рік раніше запланованого терміну.
Після виходу з експлуатації найбільша бомба, що зараз перебуває на озброєнні в ядерному арсеналі США, — це B83 з максимальною потужністю 1,2 мегатонни. B53 був замінений на B61 Mod 11.

## Історія

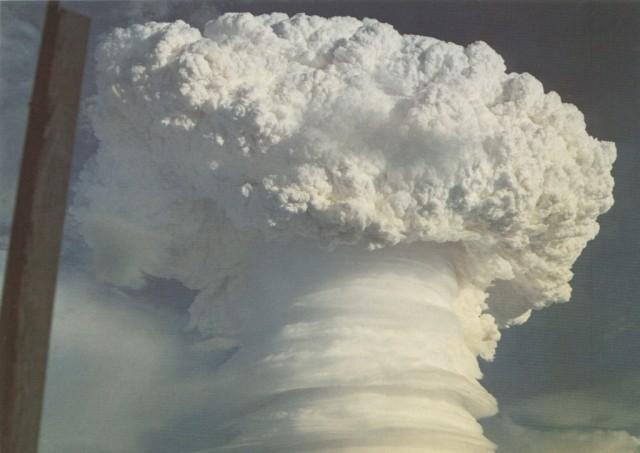
Випробування ядерної зброї Hardtack Oak.

Розробка зброї почалася в 1955 році Лос-Аламоською національною лабораторією на основі ранішої зброї Mk 21 і Mk 46. У березні 1958 року Стратегічне авіаційне командування опублікувало запит на нову бомбу класу C (менш як п'ять тонн, дальність дії в межах мегатонн) на заміну попереднім Mk 41. У 1959 році модифікована версія Mk 46 стала TX-53. Розроблена боєголовка TX-53, очевидно, ніколи не була випробувана, хоча експериментальна конструкція попередника TX-46 була підірвана 28 червня 1958 року як Hardtack Oук, яка вибухнула з потужністю 8,9 мегатонни.
Mk 53 надійшов у виробництво в 1962 році і виготовлявся до червня 1965 року. Виготовили близько 340 бомб. Надійшов на озброєння на борту літаків B-47 Stratojet, B-52G Stratofortress і бомбардувальників B-58 Hustler у середині 1960-х років. З 1968 року отримав назву B53.
Деякі ранні версії бомби демонтували, починаючи з 1967 року. Після завершення програми Titan II решта W-53 зняли з експлуатації наприкінці 1980-х років. B53 знятий з експлуатації в 1986 році, але в 1988 році 50 одиниць повернули в озброєння та отримали оновлення безпеки B53 Mod 1, щоб ВПС могли охоплювати певні цілі, які раніше покривав Titan II. Ця зброя залишалася в активних запасах до розгортання B61-11 у 1997 році. На той момент застарілі B53 були призначені для негайного розбирання; однак процес розбирання блоків значною мірою ускладнювався проблемами безпеки, а також браком ресурсів. У 2010 році надано дозвіл на розбирання 50 бомб на заводі Pantex у Техасі. Процес демонтажу останньої бомби B53, що залишилася на складах, завершено у 2011 році.

## Технічні характеристики
B53 був 3,76 м завдовжки і 1,27 м діаметрі. Важив 4,010 кг, включаючи боєголовку W53 360—410, та парашутну систему та стільниковий алюмінієвий носовий конус, щоб бомба витримала доставку в положенні. Мав п'ять парашутів: один 1,52 м пілотний парашут, один 4,88 м витяжний жолоб і три 14,63 м основні жолоби. Розгортання жолоба залежить від способу доставки, причому основні жолоби використовуються лише для укладеної доставки. Для доставки у вільному падінні вся система була викинута.
Бойова частина W53 B53 використовувала сплав oralloy (високозбагачений уран) замість плутонію для поділу з сумішшю дейтериду літію-6 для термоядерного синтезу. Вибухова лінза складалася з суміші RDX і TNT, яка не була нечутливою. Виготовили два варіанти: B53-Y1, «брудна» зброя з використанням вторинної обмотки з U-238, і «чиста» версія B53-Y2 з нерозщеплюваною (свинцевою або вольфрамовою) вторинною оболонкою. Вибухову потужність для версії Y1 розсекретили у 2014 році як 9 Мт.
У 1988 році деякі B53 модернізували до варіанту B53 Mod 1 (B53-1) для підвищення безпеки зброї та забезпечення сумісності з варіантами G/H бомбардувальника B52. Під час цієї модернізації зброя втратила здатність повного запалювання, зберігши лише режим розкладки. B53-1 мав можливість вибору часу укладання від 30 до 240 секунд з кроком 30 секунд.

## Роль
Був призначений як зброя для руйнування бункерів, яка використовує вибух на поверхні після розгортання для передачі ударної хвилі через землю, щоб зруйнувати ціль. Напади на сховища керівництва радянського глибокого підпілля в районі Чехова / Шарапово на південь від Москви передбачали численні вибухи B53/W53 на рівні землі. З того часу її витіснила в таких ролях наземна бомба B61 Mod 11, яка проникає на поверхню, щоб доставити набагато більше своєї вибухової енергії в землю, і, отже, потребує набагато меншої потужності, щоб створити той самий ефект.
B53 планувалося зняти з експлуатації у 1980-х роках, але 50 одиниць залишалися в активному запасі до розгортання B61-11 у 1997 році. На той момент застарілі B53 були призначені для негайного розбирання. Однак процес розбирання блоків значною мірою ускладнювався проблемами безпеки, а також браком ресурсів. У вівторок, 25 жовтня 2011 року, на заводі Пантекс Міністерства енергетики розпочався процес розбирання останньої бомби B53, що залишилася.
У звіті GAO за квітень 2014 року зазначається, що Національна адміністрація ядерної безпеки (NNSA) зберігає готові підвузли (CSA), «пов'язані з певною боєголовкою, зазначеною як надлишкова в Директиві про виробництво та планування 2012 року, зберігаються в невизначеному стані в очікуванні старшого урядова оцінка їхнього використання для захисту планети від земних астероїдів». У своєму бюджетному запиті на 2015 фінансовий рік NNSA зазначила, що розбирання компонента B53 «відкладено», що змусило деяких спостерігачів зробити висновок, що ці боєголовки можуть зберігатися для потенційних цілей планетарного захисту.

## W-53

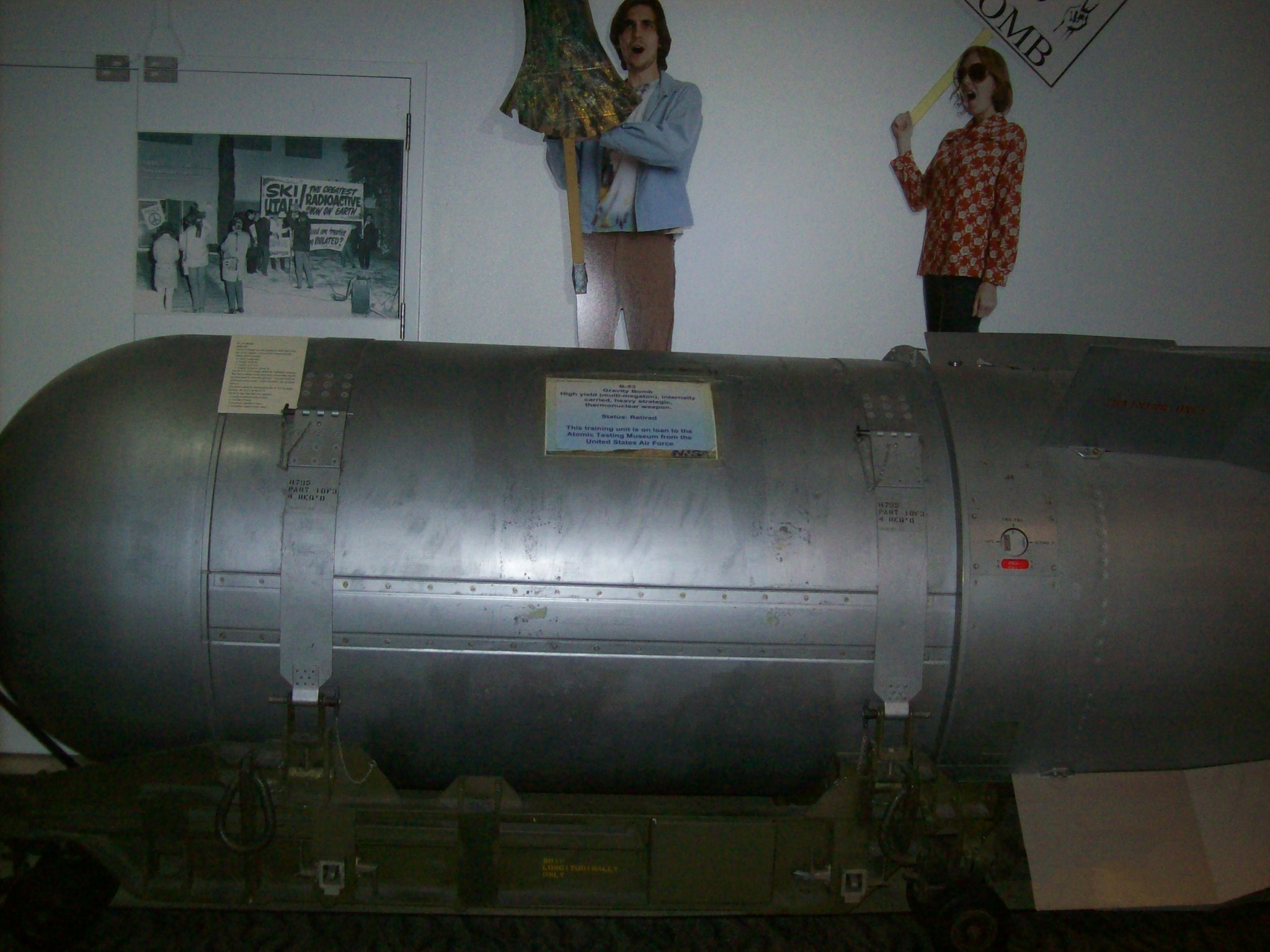
B53 на виставці в Музеї атомних випробувань

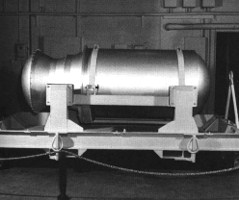
Фізичний пакет W53

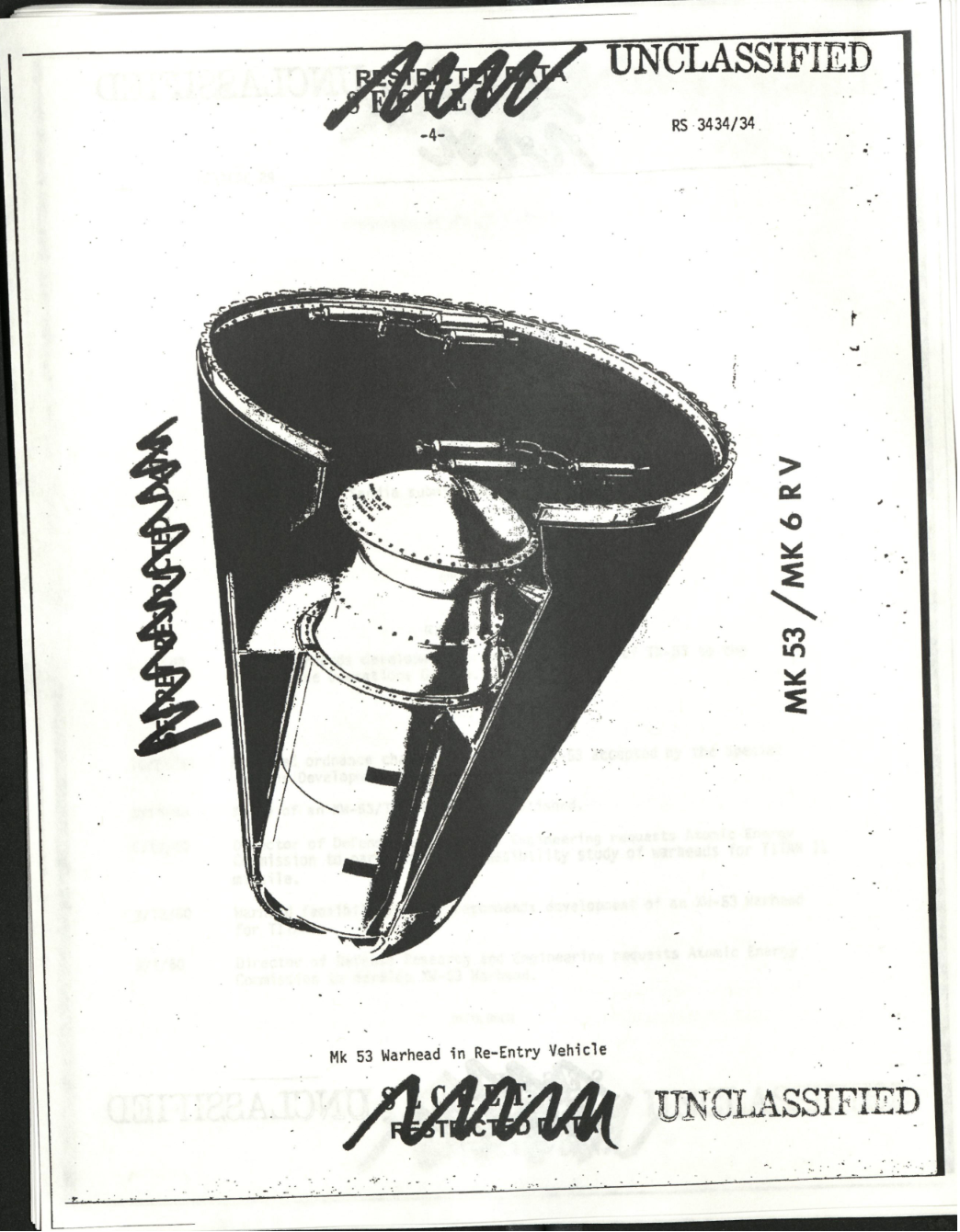
Термоядерна боєголовка W53/Mk53 всередині RV Mk6.

Ядерна боєголовка W-53 міжконтинентальної балістичної ракети Titan II використовує той самий фізичний пакет, що й B53, без компонентів, характерних для повітряного десантування, таких як парашутна система та роздавлювані конструкції в носовій частині та бортах, необхідні для доставки в положенні, зменшуючи її масу до близько 2,800 кг. 3,690 кілограмовий Марк-6 з боєголовкою W53 був близько 3,1 м завдовжки 2,3 м в діаметрі та був встановлений на прокладці, яка становила 2,5 м в діаметрі на межі ракети (порівняно з діаметром серцевини ракети 3 м). З потужністю 9 мегатонн ця боєголовка є з найвищою потужністю, яка коли-небудь розгорталася на американській ракеті. З грудня 1962 по грудень 1963 року виготовлено близько 65 боєголовок W53.
19 вересня 1980 року витік палива спричинив вибух Titan II у його бункері в Арканзасі, відкинувши боєголовку W53 на деяку відстань. Завдяки заходам безпеки, вбудованим у зброю, вона не вибухнула та не випустила радіоактивний матеріал. П'ятдесят дві діючі ракети були розгорнуті в шахтах до початку програми зняття з експлуатації в жовтні 1982 року.

## Ефекти
Якщо припустити детонацію на оптимальній висоті, вибух потужністю 9 мегатонн призведе до вогняної кулі приблизно від 4,7 до 5,5 км в діаметрі. Випромінюваного тепла було б достатньо, щоб спричинити смертельні опіки будь-якій незахищеній людині в радіусі 32 кілометрів (1 250 миля2 or 3 200 км2). Ефекту вибуху було б достатньо, щоб зруйнувати більшість житлових і промислових споруд в радіусі 14 км (254 миля2 or 660 км2), в радіусі 5,87 км (42 миля2 or 110 км2) практично всі надземні споруди будуть зруйновані, а наслідки вибуху спричинять майже 100 % смертей. На відстані 3,62 км середньостатистична людина отримає дозу іонізуючого випромінювання в 500 бер (5 зівертів), достатню для того, щоб спричинити від 50 % до 90 % жертв незалежно від термічного або вибухового ефекту на цій відстані.